# Prozac Nation (filme)
Prozac Nation (prt: Prozac; bra: Geração Prozac) é um filme estadunidense de 2001, do género drama biográfico, dirigido por Erik Skjoldbjaerg, com roteiro baseado na autobiografia homônima de Elizabeth Wurtzel.

## Enredo
Elizabeth "Lizzie" Wurtzel é uma adolescente que foi aceita em Harvard com uma bolsa de estudos em jornalismo. Ela foi com a sua mãe divorciada, Mrs. Wurtzel, desde os seus dois anos, mas ela sente a falta de seu pai e sente-se carente e depressiva. Quando ela entra na universidade, ela vive com um companheiro de quarto e Ruby tem a sua iniciação sexual com Noah. O seu artigo para o jornal local é concedido pela revista "Rolling Stone". Lizzie abusa no sexo e nas drogas, e a sua crise existencial e depressão aumentam e ela magoa os seus amigos e a sua mãe que a amam, enquanto namora com Rafe. Mrs. Wurtzel envia-a para um tratamento psiquiátrico caro com o Dr. Sterling, apesar de ter dificuldades para pagar as suas faturas médicas e sessões de terapia. Após um longo período de tratamento sob medicação, e tentativa de suicídio, Lizzie estabiliza e ajusta-se ao mundo real.

## Elenco
- Christina Ricci ...  Elizabeth Wurtzel
- Jason Biggs ...  Rafe
- Anne Heche ...  Dr. Sterling
- Michelle Williams ...  Ruby
- Jonathan Rhys Meyers ...  Noah
- Jessica Lange ...  Mrs. Wurtzel
- Jesse Moss ...  Sam
- Nicholas Campbell ...  Donald
- Zoe Miller ...  Elizabeth aos 12 anos
- Sheila Paterson ...  Avó
- Rob Freeman ...  Mister Cool
- Nicole Parker ...  Garçonete
- Frida Betrani...  Julia
- Klodyne Rodney ...  Enfermeira
- Ian Tracey ...  Editor da "Rolling Stone"